# North Perry
North Perry – wieś w Stanach Zjednoczonych, w stanie Ohio, w hrabstwie Lake.